# Ruth DeFries
Ruth DeFries (1957) es una ambientalista y geógrafa estadounidense, especializada en el uso de sensores remotos para estudiar la habitabilidad de la tierra bajo la influencia de actividades humanas, como deforestación, que influye en los regulares procesos biofísicos y biogeoquímicos. 
Fue una de los 24 receptores de las becas MacArthur 2007, y fue elegida miembro en la Academia Nacional de Ciencias de Estados Unidos en 2006.

## Biografía
En 1980, recibió su Ph.D. por el Departamento de Geografía e Ingeniería ambiental, Universidad Johns Hopkins y su B.A. en ciencias de la tierra en 1976 por la Universidad de Washington. En abril de 2016, la Universidad de Columbia la nombró profesora universitaria, el rango académico más alto. Anteriormente había sido profesora "Denning familiar" de Desarrollo sostenible en el Departamento de Ecología, Evolución, y Biología Ambiental. Antes de moverse a Columbia en 2008, fue profesora en la Universidad de Maryland, College Park, con nombramientos conjuntos en el Departamento de Geografía, y Centro Interdisciplinario en Ciencias de la Tierra .

## Un Manifesto Ecomodernista
En abril de 2015, DeFries se unió con un grupo de becarios en emitir un Ecomodernist Manifesto. Los otros autores fueron: John Asafu-Adjaye, Linus Blomqvist, Stewart Brand, Barry Brook, Erle Ellis, Christopher Foreman, David Keith, Martin Lewis, Mark Lynas, Ted Nordhaus, Roger A. Pielke, Jr., Rachel Pritzker, Joyashree Roy, Mark Sagoff, Michael Shellenberger, Robert Stone, y Peter Teague

## Premios
- 2007 MacArthur Programa de Becarios
- 2015 Breakthrough Premio Paradigma[11]